# Ceausove, Pervomaisk
Ceausove (în ucraineană Чаусове) este o comună în raionul Pervomaisk, regiunea Mîkolaiiv, Ucraina, formată numai din satul de reședință.

## Demografie
Componența lingvistică a comunei Ceausove
     Ucraineană (89,46%)
     Rusă (8,04%)
     Română (2,5%)
Conform recensământului din 2001, majoritatea populației comunei Ceausove era vorbitoare de ucraineană (89,46%), existând în minoritate și vorbitori de rusă (8,04%) și română (2,5%).